# Siorapaluk

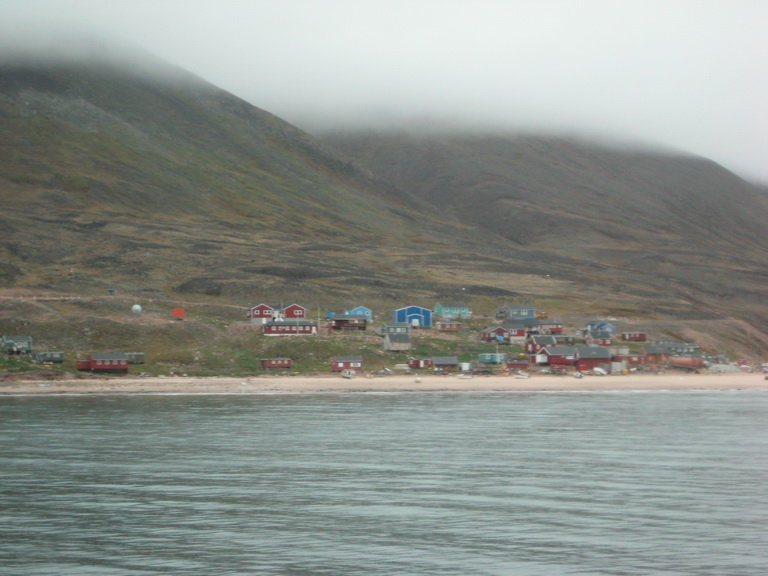
Siorapaluk

Siorapaluk (em inuctune: Hiurapaluk) é um povoado na cidade de Qaanaaq, no município de Qaasuitsup, no norte da Groenlândia e um dos povoados habitados mais setentrionais do mundo. Sua população é de 68 pessoas que falam a língua inuctune. A maior parte dos habitantes são descendentes da última migração do Canadá ocorrida no século XX.

## População
A população de Siorapaluk tem estado estável, diminuindo e aumentando ao longo dos anos.

## Transportes
A Air Greenland opera voos ao Aeroporto de Qaanaaq e ao Heliporto de Savissivik. Os voos duas vezes por semana são subsidiados pelo Governo da Gronelândia. Transferências na base aérea estão sujeitas a restrições de acesso pelo Ministério dos Negócios Estrangeiros dinamarquês. 